# 石井秀八
石井 秀八（いしい ひではち、1876年（明治9年）1月 - 没年不明）は、日本および台湾の実業家、技術者、電気工業家。

## 来歴
佐賀県杵島郡住吉村（のち山内村→山内町、現・武雄市）で、石川政右衛門の長男として生まれる。家は代々鍋島氏の藩臣だった。幼時に郷校で学を修め、1889年（明治22年）に上京して欧文成功学館に入って語学を学ぶ。その後、工手学校に入り、芝中学校に転校して卒業した後、高等工業学校に入学して電気科を卒業。東京の三吉電気工場に入って、技師となる。
その後、京都電燈付属工場の主任技師に転じ、さらに横浜電話交換局技師、不二製紐会社電気部技師、横浜ヒーリング商社の主任技師などを経て、明治35年に横浜で電気商社を起こして独力で経営に従事するが不成功に終わり、大阪に出て関西電気商社を設立・経営するがこれもうまくいかなかった。
1906年（明治39年）3月に台湾に渡り、台南において電気商社を設立し、成功を収めた。阿里伷工事、南部各製糖会社の電気部などを起こす。台南竹仔街などの各所に支店を開き、各製糖会社の顧問などを務めた。
俳句を好んだ。